# Noko
Norman Fisher-Jones, conocido con el nombre artístico de Noko, y también Noko 440, (Bootle, Lancashire, Inglaterra, 1962) es un músico inglés. Casi en toda su carrera se desempeñó en como guitarrista, aunque a veces también como bajista. Actualmente miembro de Apollo 440, trabajó también con The Cure y los miembros de Buzzcocks Pete Shelley y Howard Devoto, con quien formó Luxuria y luego se reunió en Magazine.

## Biografía
Entre sus primeros pasos musicales, formó su primera banda, Alvin The Aardvark & The Fuzzy Ants, en 1980. Tres años después, comenzó a trabajar con tres bandas: The Cure, a la que se unió como bajista para hacer algunas presentaiciones, y otras dos que el formó, Dynamo Futurista y The Umbrella, con la que lanza un EP llamado Make Hell (For The Beautiful People). En 1984, se readiciona en bajo a The Cure como reemplazo de Phil Thornalley, y estaría tocando para Pete Shelley de Buzzcocks; y por aquella época, conoce a otro integrante de esa banda, Howard Devoto, también cantante de Magazine, con quien comienza a trabajar al poco tiempo.
En 1986, Noko y Devoto tendrían formado un grupo llamado Adultery, tocando en el Festival Of The 10th Summer, conmemorando los 10 años del punk,  ocurrido en el estadio G-Mex y organizado por Factory Records. En ese concierto, Noko también tocaría para Pete Shelley.
En 1987, Noko y Devoto firman con Beggars Banquet, nombrando a su banda como Luxuria, con la cual sacan dos álbumes, Unanswerable Lust y Beast Box, hasta su separación por 1990.
Desde la separación de Luxuria hasta la actualidad, Noko destaca como miembro de Apollo 440.
En 2008, Noko se reúne con Howard Devoto para unirse a la reformada banda Magazine. Hasta ahora sigue con la banda haciendo una serie de giras.  